# Condado de Pickens (Georgia)
El condado de Pickens (en inglés: Pickens County), fundado en 1863, es uno de 159 condados del estado estadounidense de Georgia. En el año 2007, el condado tenía una población de 30 488 habitantes y una densidad poblacional de 38 personas por km². La sede del condado es Jasper. El condado recibe su nombre en honor a Andrew Pickens. El condado de Pickens forma parte del área metropolitana de Atlanta.

## Geografía
Según la Oficina del Censo, el condado tiene un área total de 603 km² (232,8 mi²), de la cual 601 km² (232 mi²) es tierra y 2 km² (0,8 mi²) (0.28%) es agua.

### Condados adyacentes
- Condado de Gilmer (norte)
- Condado de Dawson (este)
- Condado de Cherokee (sur)
- Condado de Bartow (suroeste)
- Condado de Gordon (oeste)

## Demografía
Según el censo de 2000, había 22 983 personas, 8960 hogares y 6791 familias residiendo en la localidad. La densidad de población era de 38 hab./km². Había 10 687 viviendas con una densidad media de 18 viviendas/km². El 96.21% de los habitantes eran blancos, el 1.27% afroamericanos, el 0.38% amerindios, el 0.23% asiáticos, el 0.03% isleños del Pacífico, el 1.04% de otras razas y el 0.84% pertenecía a dos o más razas. El 2.03% de la población eran hispanos o latinos de cualquier raza.
Los ingresos medios por hogar en la localidad eran de $41 387, y los ingresos medios por familia eran $47 123. Los hombres tenían unos ingresos medios de $32 039 frente a los $22 866 para las mujeres. La renta per cápita para el condado era de $19 774. Alrededor del 9.20% de la población estaban por debajo del umbral de pobreza.

## Transporte
- SR 5
- SR 53
- SR 108
- SR 136
- SR 515

## Localidades
- Jasper
- Nelson
- Talking Rock
- Tate
- Marble Hill